# Caligus sepetibensis
Caligus sepetibensis is een eenoogkreeftjessoort uit de familie van de Caligidae. De wetenschappelijke naam van de soort is voor het eerst geldig gepubliceerd in 1996 door Luque & Takemoto.